# Урк (Нидерланды)

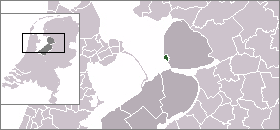
Положение общины Урк на карте Нидерландов

Урк (нидерл. Urk) — город и община в провинции Флеволанд. Население — 17 946 человек (2008). С 1986 года Урк является отдельной общиной (109,90 км², суша — 11,54 км²). С продолжающимся польдерованием озера Эйсселмер, площадь суши будет возрастать.
Сегодня одна из основ местной экономики — рыболовство в Северном море. На сегодняшний день (2012 г.) Урк имеет самый крупный рыбопромысловый флот в Нидерландах (130 судов, с экипажем более 900 человек).
Урк имеет свой муниципальный совет с 17 местами. Несмотря на многовековую бедность, уркеры (коренные жители Урка) издавна отличались упорством, сплочённостью и собственным этническим самосознанием. Их диалект обладает рядом уникальных особенностей. Традиционно Урк служил оплотом Реформатской церкви и Анти-революционной партии.

## История
Хотя провинция Флеволанд, основанная на польдерах, образована лишь в 1986 году, сам Урк известен с 966 года, будучи упомянут в грамоте Oттона I — Панталеонскому монастырю в Кёльне. До польдерования город Урк находился на одноимённом острове. Текст вышеупомянутой грамоты гласит: «Cuiisdam insulae medietatem in Almere, que Urch vocatur» (лат. «Один из нескольких островов в низовьях Альмера зовётся Урх»). Согласно местным преданиям, когда-то на острове располагалось 5 деревушек. Но постепенно остров затопляло, и народ перебирался всё выше и выше. Вплоть до 1475 года Верхняя и Нижняя Сеньории Урк находились в руках семьи ван Кюнре (Van Kuinre). С 1475 пo 1614 гг. Урком владела утрехтская патрицианская семья Соуденбалх (Zoudenbalch):
- 1475—1495: Эверт I Соуденбалх (1424—1503);
- 1495—1530: Эверт II Соуденбалх (1455—1530);
- 1530—1558: Йохан Соуденбалх (1503—1558);
- 1558—1567: Эверт III Соуденбалх (1540—1567);
- 1567—1599: Геррит Соуденбалх (1541—1599);
- 1599—1614: Варлавина Соуденбалх (1538—1616).

С 1614 пo 1660 гг. Урком владел антверпенец (то есть испанский подданный) Йонкхеер ван дер Верве (Jonkheer van der Werve). В 1617 г. он построил на Урке маяк. С 1660 пo 1792 гг. Урк принадлежал Амстердамскому муниципалитету и, в частности, в 1660—1678 гг. Урком управлял Андрис де Графф (Andries de Graeff), враг Оранской династии. С 1792 пo 1950 гг. Урк принадлежал провинции Северная Голландия (Noordholland). Рыбаки-уркеры постоянно сталкивались с опасностями морской стихии. Так, в 1865 году в море погибло 343 здешних рыбака. В 1897 г. на Урк с материка был проложен первый телефонный кабель.
В годы Первой мировой войны на Урке был создан лагерь для интернированных офицеров стран Антанты: в основном, это были бельгийцы, британцы и французы. После крупного наводнения 1916 года было принято официальное решение об осушении части залива Зёйдерзее.
В 1927—1933 гг., по грандиозному инженерному проекту «Зёйдерзееверкен» (Zuiderzeewerken), была построена дамба Афслёйтдейк, отделившая Северное море от залива. В результате, на месте «Южного моря» возникло мелкое пресноводное озеро Эйсселмер. В 1939—1942 гг., в период Второй мировой войны, Урк был соединен дамбами с провинциями Фрисландия и Оверэйссел. Так он перестал быть островом. Вплоть до 1944 года труднодоступный Урк не знал оккупационного режима. Уркеры часто укрывали сбитых союзнических пилотов. Ситуация изменилась 18 ноября 1944 г., когда немцы ворвались на Урк через польдеры и сразу же арестовали 80 мужчин и мальчиков. С этого момента Урк на несколько месяцев был оккупирован немцами, поставившими во главе уркеров послушного мэра. Некоторые жители были убиты. Среди них — еврейская семья Кропфельд (Kropveld). 17 апреля 1945 года Урк был освобождён канадцами.
В XX века Земля Урка была включена в состав Нордостполдера.
С 1950 пo 1986 гг. Урк принадлежал провинции Оверэйсел (Overijssel). С 1986 год Урк принадлежит самой молодой провинции — Флеволанд (Flevoland).

## Судостроение
Старейшая судоверфь Урка с 1768 года принадлежит семье Балк (Balk). Раньше верфь специализировалась на ремонте рыболовных судов, но в 1932 году, с появлением дамбы Афслёйтдейк, всё изменилось. Дамба стала причиной серьёзного упадка рыбного промысла. Тогда Балки начали строить пассажирские суда и частные яхты, а с 2004 года — супер-яхты.

## Галерея

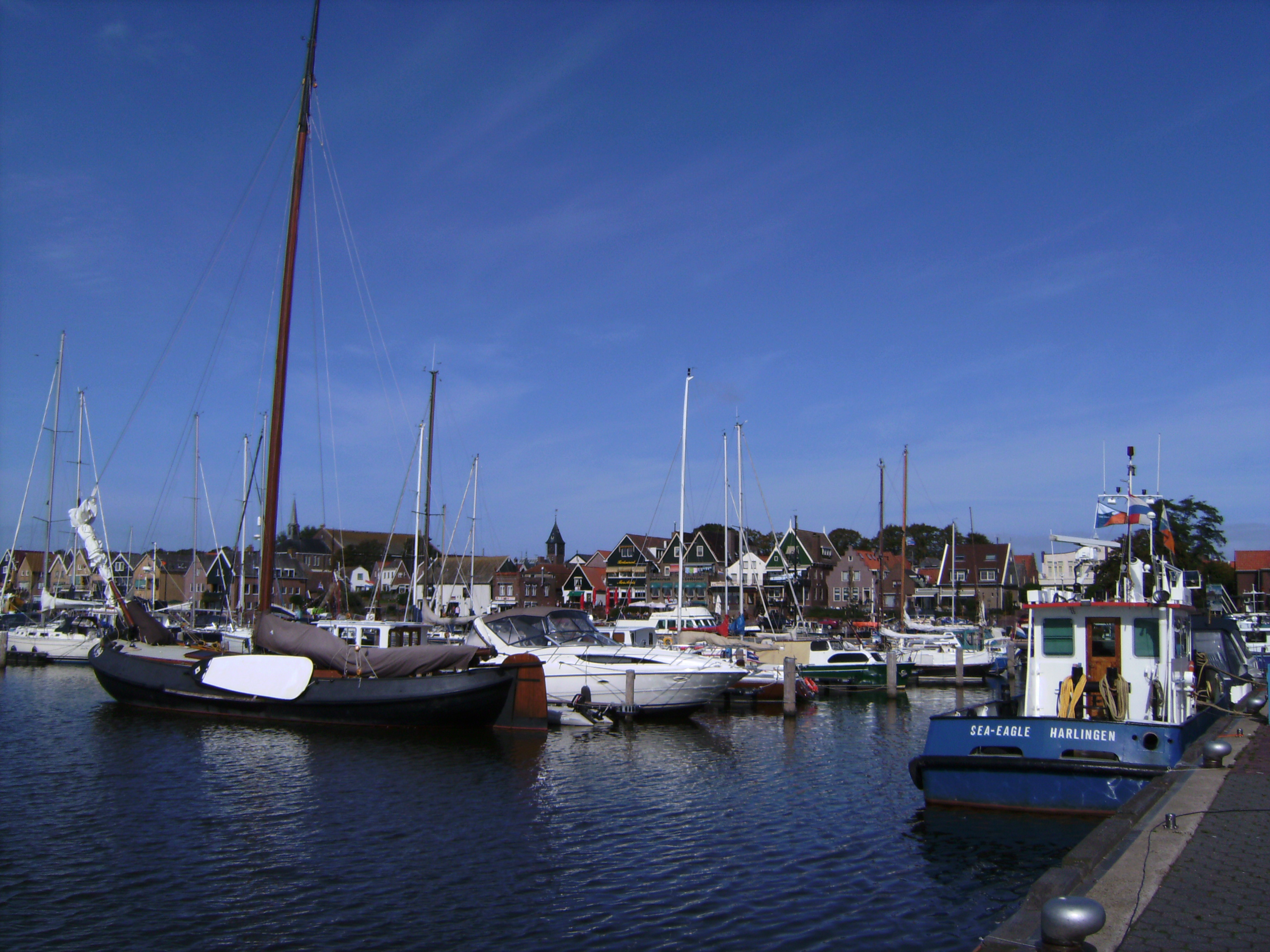
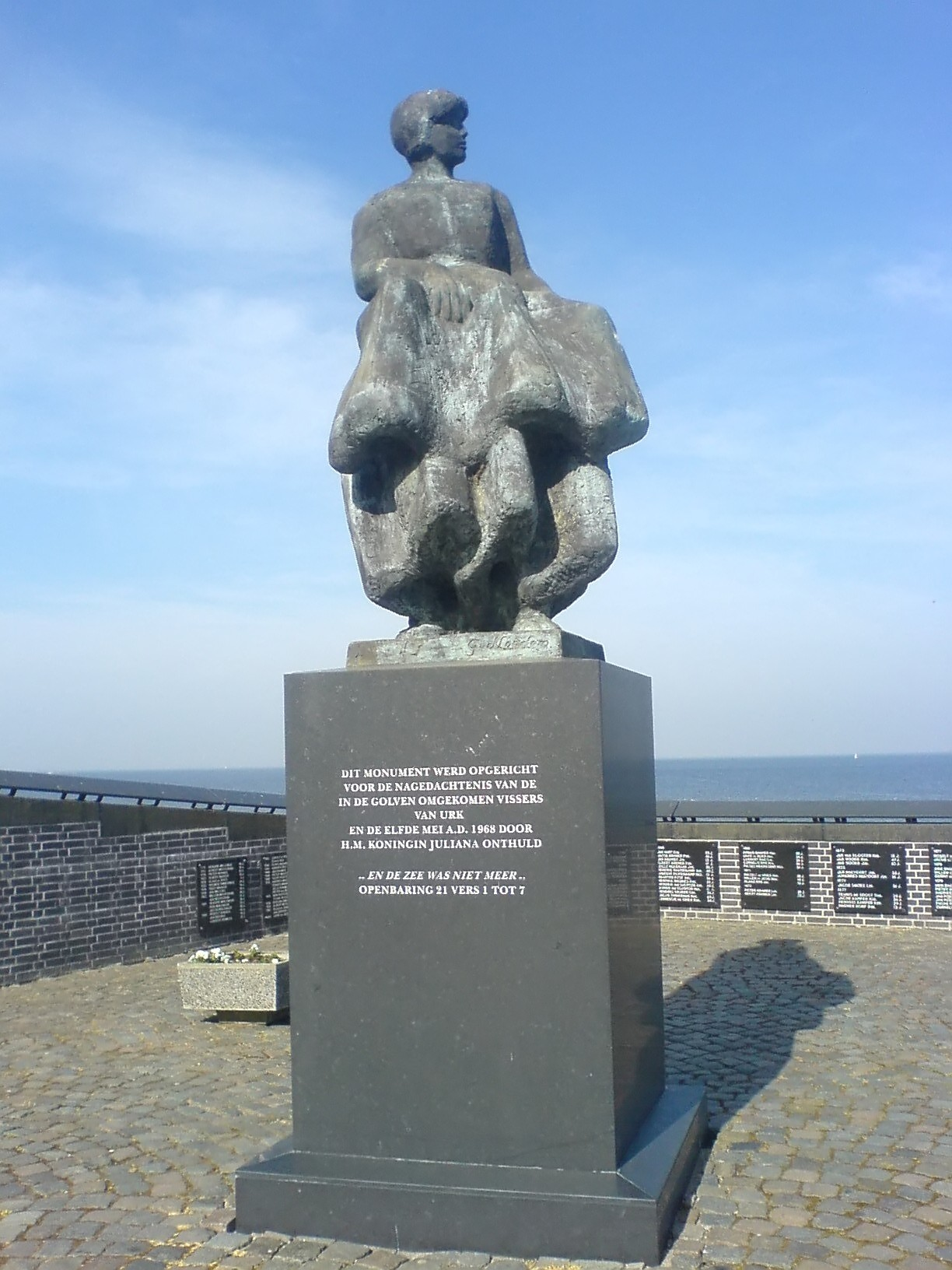
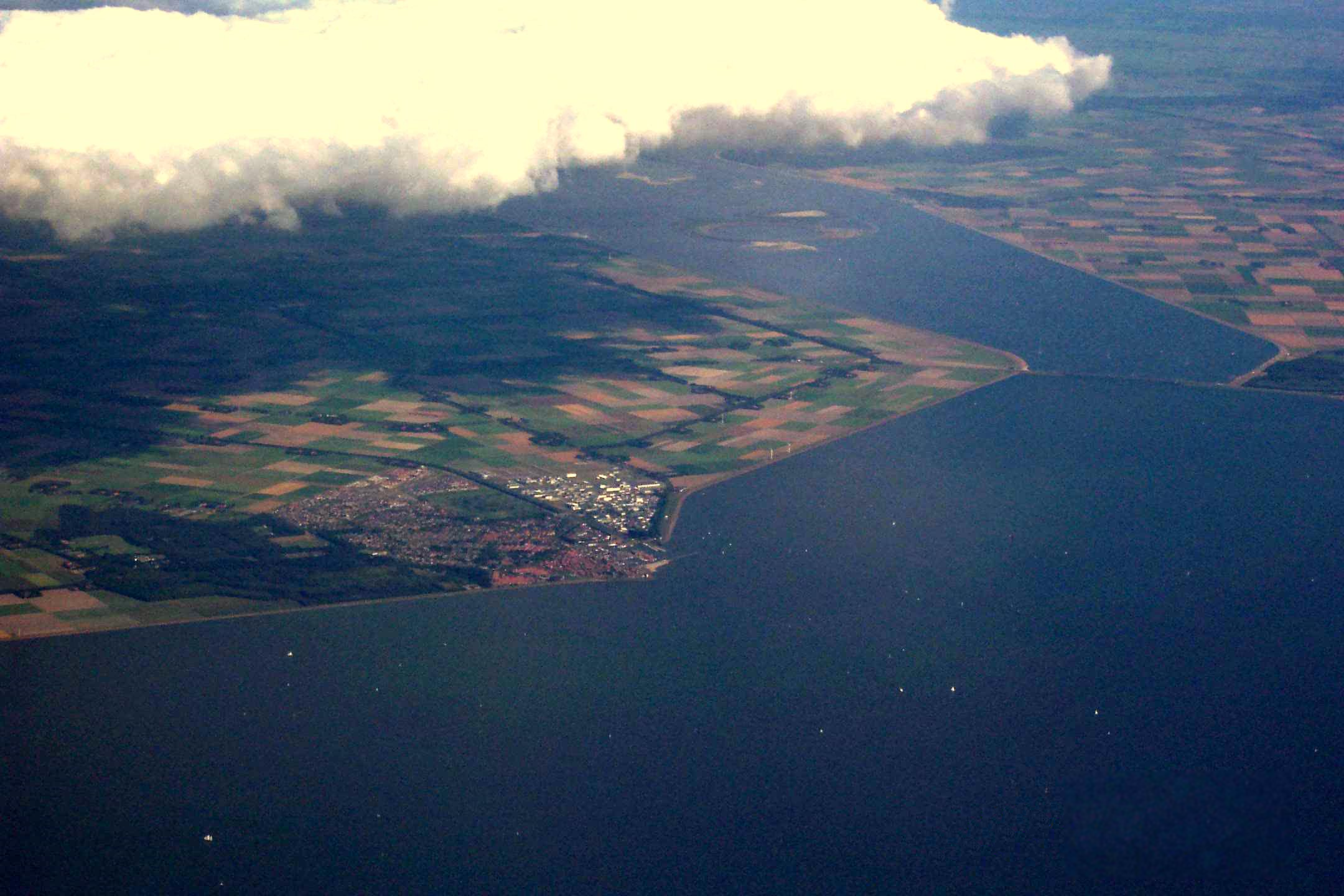
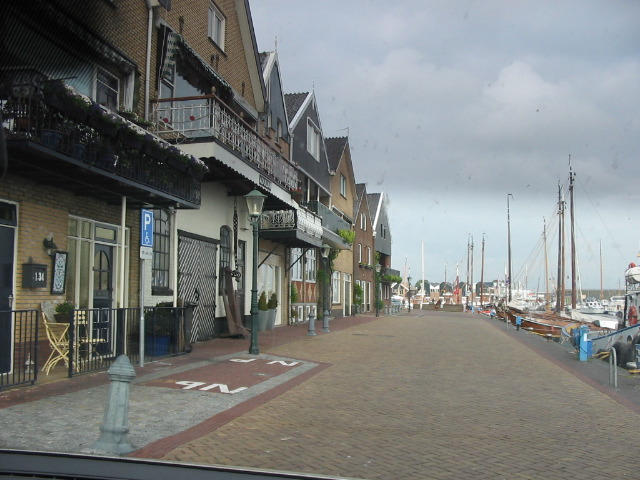